# Powstawanie człowieka
Powstawanie człowieka (ang. The Ascent of Man) – przełomowy w swojej dziedzinie brytyjski popularnonaukowy serial dokumentalny z 1973 roku, którego autorem i narratorem był Jacob Bronowski. Serial wyprodukowany został przez telewizję BBC we współpracy z Time-Life Films.
Tytuł dokumentu stanowi nawiązanie do dzieła Charlesa Darwina O pochodzeniu człowieka (ang. The Descent of Man). W trzynastu odcinkach Bronowski przedstawia, przez pryzmat własnego rozumienia nauki, „ewolucję” ludzkiej społeczności, zwracając uwagę na to, co czyni człowieka istotą wyjątkową i odmienną od innych gatunków.
Motywem powstania serialu była próba stworzenia kontynuacji Civilisation, znanego popularnonaukowego serialu BBC z 1969 roku, w którym jego twórca, Kenneth Clark, dowodził, że sztuka była głównym motorem napędzającym ewolucję kulturalną człowieka.
W Polsce serial wyemitowany został jesienią 1983 roku przez Telewizję Polską.
Z tekstów z serialu powstała książka Potęga wyobraźni (The Ascent of Man: A Personal View by J. Bronowski), wydana w 1988 roku przez Państwowy Instytut Wydawniczy.

## Odcinki
1. Lower than the Angels
2. The Harvest of the Seasons
3. The Grain in the Stone
4. The Hidden Structure
5. Music of the Spheres
6. The Starry Messenger
7. The Majestic Clockwork
8. The Drive for Power
9. The Ladder of Creation
10. World within World
11. Knowledge or Certainty
12. Generation upon Generation
13. The Long Childhood

## Lokacje
Zdjęcia do serialu kręcono w wielu zakątkach świata, m.in.:
- Wiedeń
- Manaus
- Wyspa Wielkanocna
- Praga
- Kopenhaga
- rzeka Omo
- Beauvais, Reims, Paryż
- Samos
- Alhambra, Barcelona, Segowia, Toledo
- Isfahan
- Þingvellir
- Hiroszima
- Getynga
- Jerycho
- Machu Picchu
- Oświęcim, Wieliczka
- Kalifornia, Canyon de Chelly National Monument, Smithsonian Institution
- Bazylea, Berno
- Cheddleton, Kent, Ironbridge, Manchester, Trinity College, Walia
- Florencja, Paestum, Wenecja